# 蜜蜂養殖

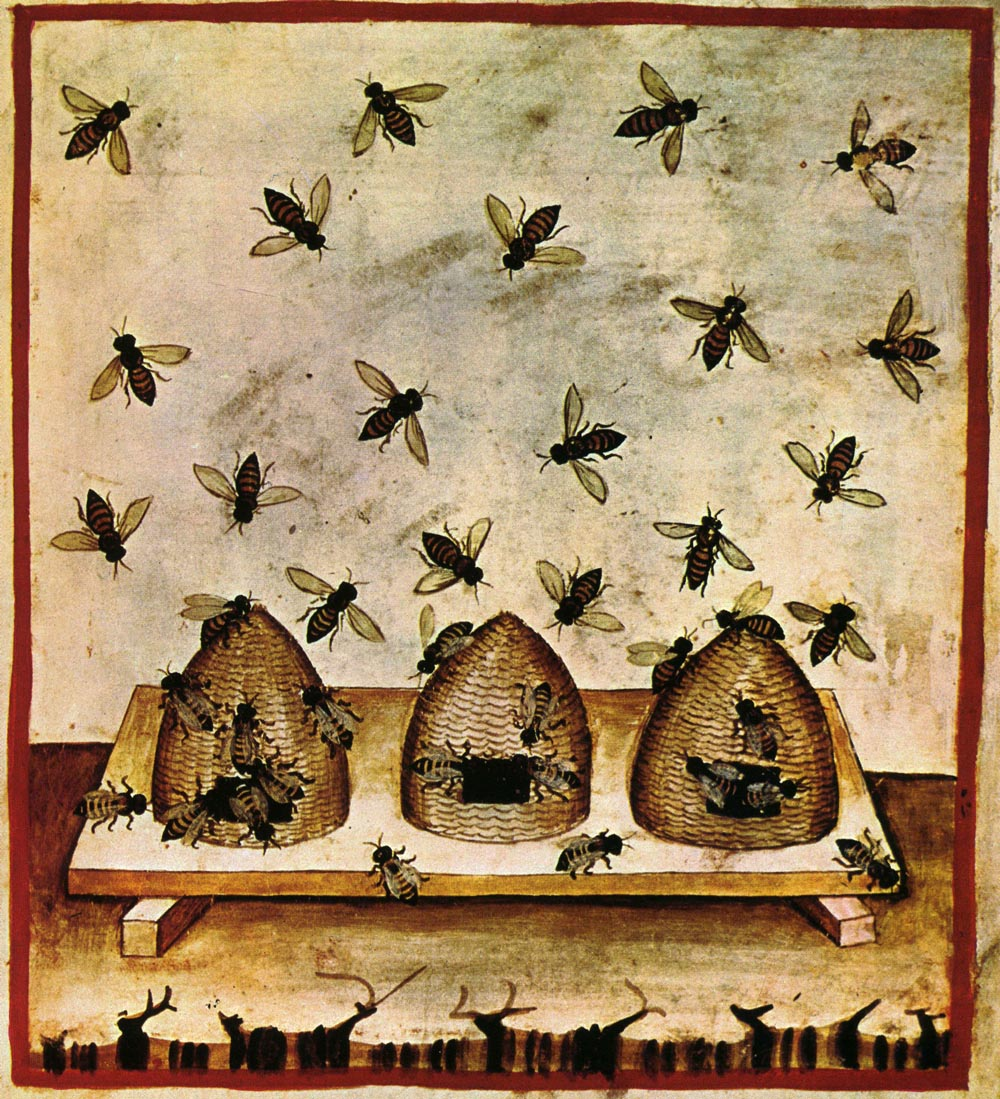
14世紀時的養蜂畫

蜜蜂養殖是指人工方式養殖蜜蜂，以生產各種產品，產品主要包括蜂蜜、蜂王乳、花粉、蜂胶、蜂蠟等。蜜蜂養殖的歷史有一万年之久。约九千年前，北非人已经开始在陶器中养蜂。约四千五百年前，驯化蜜蜂的场景出现于埃及的艺术作品中。人们使用简单的蜂巢和烟，并将蜂蜜存储在罐子里面，一些罐子被发现在法老的坟墓中，例如图坦卡蒙的坟墓中。直到18世纪，欧洲人才知道蜜蜂的集群和生物学，这使得可移动式的蜂巢成为可能，从此收获蜂蜜不再需要破坏整个蜂巢。 

## 历史
过去的人们尝试过在用镂空原木、木箱、陶器和编织秸秆篮制成的人工蜂巢中养殖野生蜜蜂。约公元前7世纪时在中东地区的陶器碎片中留下的蜂蜡的痕迹已被发现。古埃及已经有蜜蜂养殖的历史。在公元前2422年古埃及第五王朝的法老纽塞拉葬于埃及太阳神庙，它的墙壁上有工人们向蜂巢中吹入烟气以获得蜂房的画像。在公元前650年埃及第二十六王朝的法老帕巴萨的坟墓中，发现了详细展示蜂蜜生产过程的铭文，描绘了向罐子中倾倒蜂蜜的情景以及圆柱形的蜂巢。密封的蜜罐也被用作图坦卡蒙等法老的陪葬品。
 我是 Shamash-resh-ușur ，苏胡姆和马里的管理者。我的先人没有把蜜蜂引入这里，甚至没有亲眼见过它们。我从哈卜哈（Habha）山区的一个男子那里把蜜蜂带来，并把它们安置在Gabbari-built-it镇（意为加布里人建造的小镇）的果园里。它们收集蜂蜜和蜂蜡。我和那里的园丁们都知道如何将它们融化。

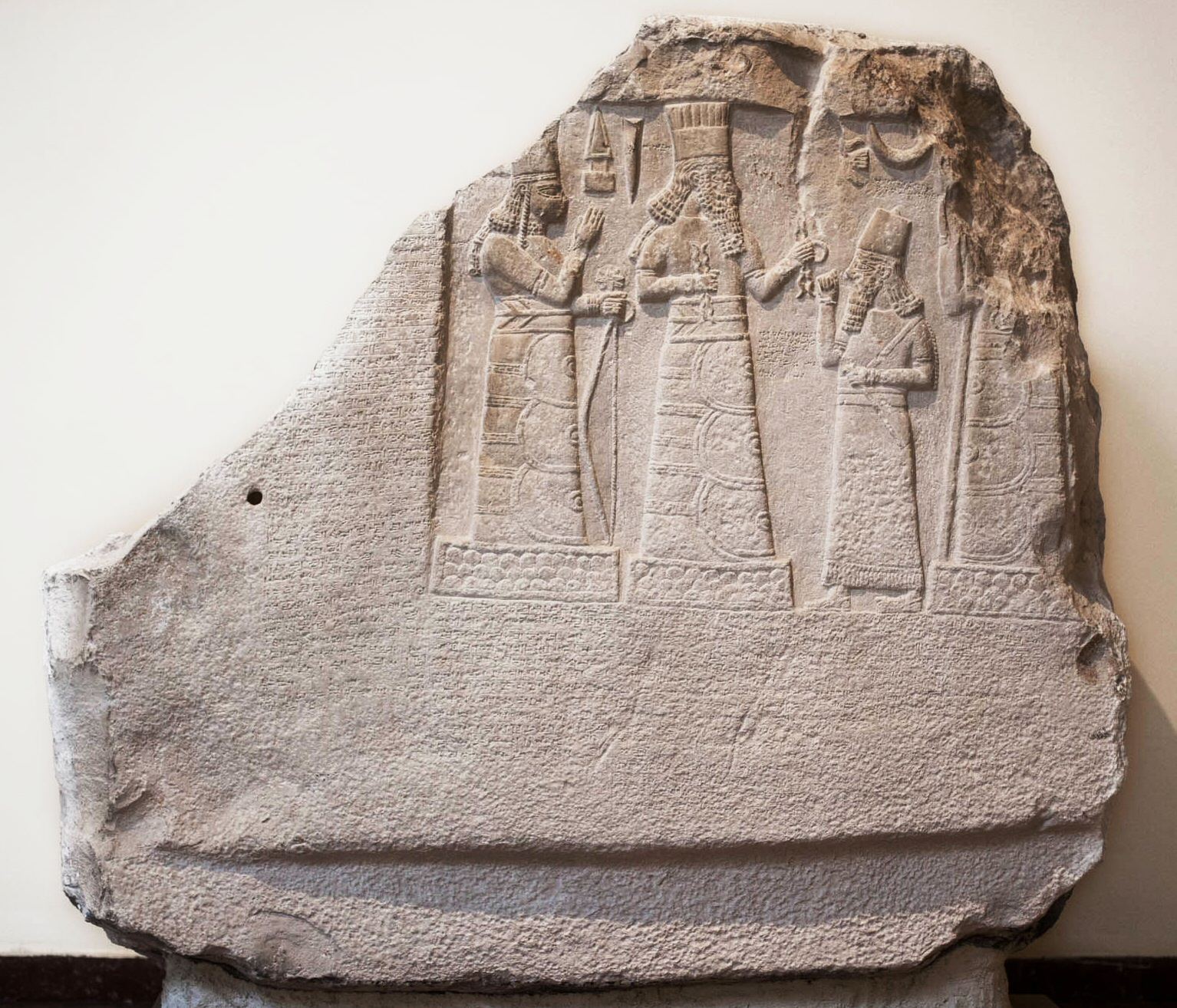
石碑上用巴比伦楔形文字展示了 Shamash-resh-ușur 向众神哈达和伊絲塔祈祷的情形

将来来到这里的人，也许会向镇里的老人问起这座小镇的事，（这时他们就会）说：“这些建筑是苏胡姆的管理者 Shamash-resh-ușur 的，他把蜜蜂引进了这里。” ——石碑上碑文的译文，(Dalley, 2002)